# Disfear
Disfear est un groupe suédois de crust, originaire de Nyköping. Depuis 1998, leur chanteur est Tomas Lindberg, du groupe At the Gates.

## Histoire
Disfear est formé au début des années 1990. Après la sortie des deux EP, le groupe sort son premier album, intitulé Soul Scars en 1995. En 1997 sort un second album, qui permet au groupe d'accompagner Dismember sur leur tournée européenne.
En 1998, le chanteur du groupe At the Gates Tomas Lindberg rejoint le groupe et Disfear tourne en ouverture de Edge of Sanity, mais il faut attendre 2003 pour la sortie d'un nouvel album, Misanthropic Generation, publié chez Relapse Records. Le groupe en fait la promotion en accompagnant Entombed en Europe. Le guitariste de ces derniers, Uffe Cederlund, les rejoint comme guitariste live en novembre 2003 et devient finalement un membre permanent de la formation à partir d'avril 2004. En 2006 Disfear joue en tête d'affiche aux États-Unis.
L'album Live the Storm, produit par Kurt Ballou (Converge), sort en 2008. Cette même année le groupe tourne de nouveau en tête d'affiche outre-Atlantique et se produit au Maryland Deathfest, au Hellfest et au Graspop Metal Meeting.
Le bassiste Henke Frykman succombe à un cancer le 25 mars 2011. En 2014, le groupe recrute son remplaçant, Andreas Axelsson (Edge of Sanity, Marduk). Le retour sur scène du groupe est annoncé pour avril 2017 dans le cadre du Roadburn Festival.

## Membres

### Membres actuels
- Björn Petterson - guitare (depuis 1991)
- Tomas Lindberg - chant (depuis 1998)
- Marcus Andersson - batterie (depuis 1998)
- Uffe Cederlund - guitare (depuis 2004)
- Andreas Axelsson - basse (depuis 2014)

### Anciens membres
- Henrik Frykman - basse (1991–2011)
- Jeppe - chant (1992–1998)
- Robin Wiberg - batterie (1995–1998)
- Jallo Lehto - batterie (1994–1995)

## Discographie
- 1992 : Disfear (EP)
- 1993 : A Brutal Sight of War (EP)
- 1995 : Soul Scars
- 1997 : Everyday Slaughter
- 2003 : Misanthropic Generation
- 2008 : Live the Storm